# Cominella adspersa
Cominella adspersa är en snäckart som först beskrevs av Bruguiere 1789.  Cominella adspersa ingår i släktet Cominella och familjen valthornssnäckor. Inga underarter finns listade i Catalogue of Life.

## Bildgalleri

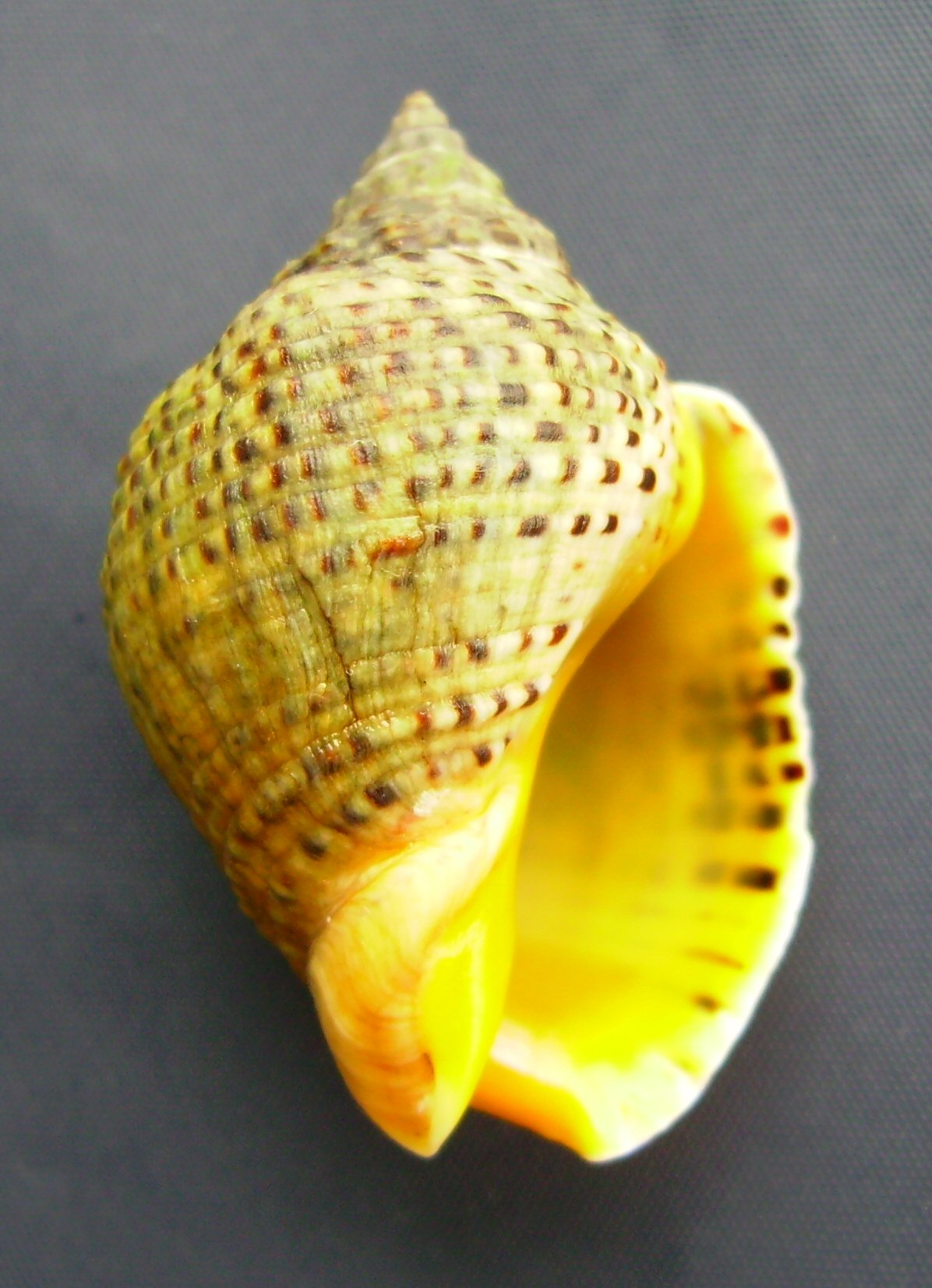
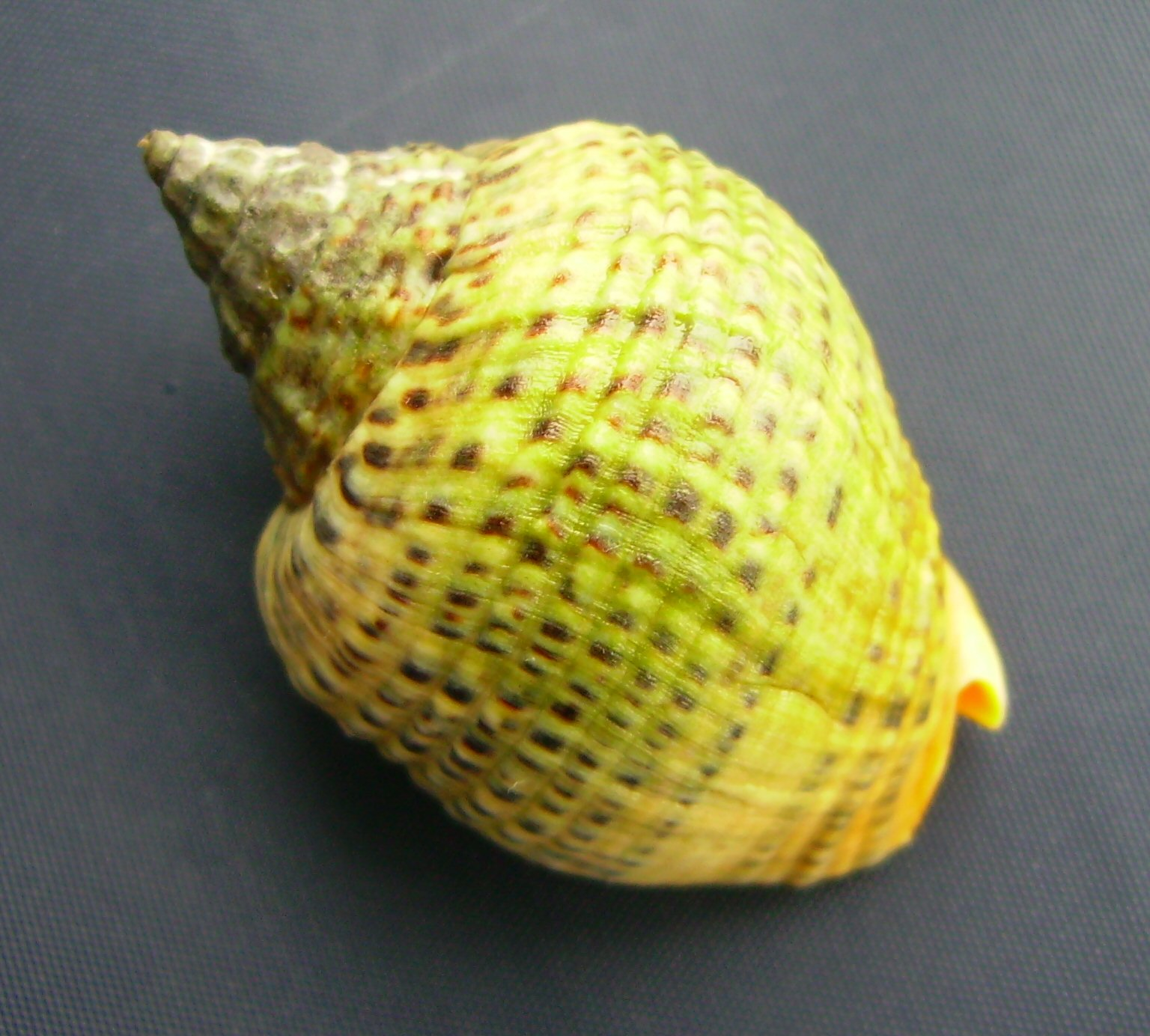